# Paul Linebarger
Paul Linebarger (1913 - 1966) was een Amerikaans diplomaat die bekend werd als sciencefictionschrijver onder het pseudoniem Cordwainer Smith. Hij debuteerde in 1948 met het kortverhaal Schouwers leven tevergeefs (Scanners live in vain) en schreef in totaal niet meer dan 30 verhalen.
- Bibsys: 8046668
- Biblioteca Nacional de España: XX1124061
- Bibliothèque nationale de France: cb119250176 (data)
- Catàleg d'autoritats de noms i títols de Catalunya: 981058512058006706
- CiNii: DA12471897
- Gemeinsame Normdatei: 108347486
- International Standard Name Identifier: 0000 0001 1030 0056
- Library of Congress Control Number: n81083063
- Nationale Bibliotheek van Letland: 000102629
- MusicBrainz: 1b7a3849-0f19-49f9-9ce2-57d689ba3bf5
- Bibliotheek van het Japanse parlement: 00456897
- Nationale Bibliotheek van Tsjechië: jo2005274192
- Nationale bibliotheek van Australië: 35131004
- Nationale Bibliotheek van Israël: 987007304242005171
- Nationale en Universitaire bibliotheek Zagreb: 000250142
- Nederlandse Thesaurus van Auteursnamen: 075027313
- Istituto Centrale per il Catalogo Unico: CFIV095937
- SNAC: w6st7xbj
- Système universitaire de documentation: 027141721
- Trove: 905730
- Virtual International Authority File: 79035897
- WorldCat: E39PBJfCy9x74rj6QCTJDk8wG3